# Тамара Тейлор
Тамара Тейлор (нар. 27 вересня 1970, Торонто) — канадійська акторка та модель, найбільш відома роллю Камілли Сароян в американському телесеріалі каналу FOX Кістки.

## Кар'єра
Тамара Тейлор народилась у сім'ї чорношкірого канадійця та шотландської канадійки. Її найвідоміша роль — Доктор Каміл Сароян, голова Наукового Відділу Джеферсонівського інституту у кримінальному хіт-шоу Кістки. Вона також з'являлась у медичному телесеріалі каналу CBS medical drama 1300 грам як Делла та у серіалі каналу UPN Секс, Любов та Секрети як Ніна, які обидва не витримали довго на маркеті.
Тейлор також грала у NCIS, Numb3rs, Загублені, CSI: Miami, Безслідно, їх П'ятеро та Затока Доусона. У своєму першому фільмі, Без відчуттів, вона грала коханку героя Марлона Веянса. Вона також грала Дебру Сіммонс у романтичній комедії 2005 року Щоденник чорної божевільної жінки, найкращу подругу Геллі Беррі у Привітайтесь із Дороті Дендрідж, а також мала невеличку роль у культовому фільмі Джосса Віден Сереніті, який був кінцем телесеріалу Світлячок. Завдяки цій ролі вона мала змогу піти на прослуховування із Девідом Бореаназом, який перед тим працював із Відоном над Баффі: Переможниця вампірів та Енджел. Вона також працювала у Загублених у ролі колишньої дівчини Майкла та матері Волта.
Вперше з'явилась у Кістках у першій серії другого сезону «The Titan on the Tracks», де була представлена як Доктор Каміла Сароян. У перших шістьох серіях другого сезону вона перебувала у шоу як «гостя», оскільки творець шоу, Гарт Генсон, планував вбити її персонажку у шостому епізоді Говардом Еппсом, щоб збільшити напруженість між двома головними героями. Проте публіці Сароян сподобалась і сценаристи вирішили не тільки залишити її, але й зробити однією з головних персонажів шоу. У сьомому епізоді ім'я Тамари Тейлор було у титрах на початку серії.

## Додатково
Тамара Тейлор — близька родичка канадської акторки Нів Кемпбелл, з якою вона працювала разом у Їх п'ятеро.

## Фільмографія
| Рік       | Назва                             | Роль                           | Нотатки   |
| --------- | --------------------------------- | ------------------------------ | --------- |
| 1991      | Інший світ                        | Учасниця (не вказана у титрах) | 1 серія   |
| 1992      | Гуртожиток першокурсників         | Карла                          | 1 серія   |
| 1996—1997 | Їх п'ятеро                        | Грейс Вілкокс                  | 16 серій  |
| 1998      | Без відчуттів                     | Дженіс Тайсон                  |           |
| 1998      | Затока Доусона                    | Лаура Вестон                   | 2 серії   |
| 1999      | Завтра настане сьогодні           | Мередіт Армстронг              | 1 серія   |
| 1999      | Привітайтесь із Дороті Дендрідж   | Джері Ніколас                  | Телефільм |
| 1999      | Провіденс                         | Трейсі Дойл                    | 1 серія   |
| 2000      | Місто ангелів                     | Анна Сифакс                    | 13 серій  |
| 2002—2003 | Хідден Хіллс                      | Сара Тіммерман                 | 17 серій  |
| 2003      | Чуда                              | Лінда Кволі                    | 1 серія   |
| 2003      | Евервуд                           | Доктор Ленс                    | 1 серія   |
| 2003      | Бекер                             | Дана МакКол                    | 1 серія   |
| 2003      | Безслідно                         | Трейсі МакАлістер              | 1 серія   |
| 2004      | Диспетчер                         | Агентка Галперн                | 1 серія   |
| 2004      | Клієнт завжди мертвий             | Адвокатка Роджера              | 1 серія   |
| 2004      | CSI: Miami                        | Леслі Гаррісон                 | 1 серія   |
| 2004      | Один на Один                      | Джуді                          | 1 серія   |
| 2005      | Щоденник божевільної чорної жінки | Дебра                          |           |
| 2005      | Сереніті                          | Вчителька                      |           |
| 2005      | Загублені                         | Сюзан Лойд                     | 2 серії   |
| 2005      | Секс, Любов та Секрети            | Ніна                           | 8 серій   |
| 2005—2006 | Морська поліція: Спецпідрозділ    | Кейсі Єтс                      | 2 серії   |
| 2006      | Numb3rs                           | Олівія Ровлінгс                | 1 серія   |
| 2006      | 1300 грам                         | Делла                          | 1 серія   |
| 2006-2017 | Кістки                            | Доктор Каміл Сароян            | 112 серій |
| 2007      | Гордон Глесс                      | Керен                          |           |
| 2011      | Перетасовка                       | Лінда                          |           |